# Georg Wilhelm Pfingsten

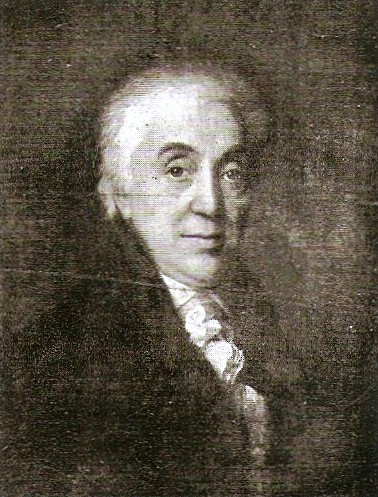
Georg Wilhelm Pfingsten

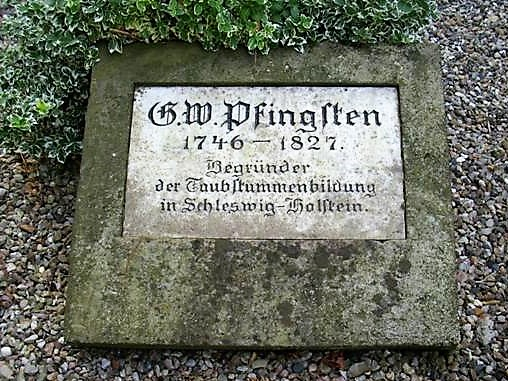
Grabplatte auf dem Alten Friedhof in Schleswig-Friedrichsberg

Georg Wilhelm Pfingsten (* 5. März 1746 in Kiel; † 26. November 1827 in Schleswig) war ein deutscher Taubstummenlehrer.

## Leben
Pfingsten wuchs als Sohn eines Heeresmusikers nach dem Tod zunächst der leiblichen Mutter, später auch der Stiefmutter, bei vielen Pflegefamilien im Holsteinischen in sehr einfachen Verhältnissen auf. Später hat er Hinweise gegeben, dass er auf diese Weise bereits „taubstumme“ Kinder als Spielkameraden kennengelernt habe. 1760, als der Herzog Karl Peter Ulrich von Schleswig-Holstein-Gottorf im Begriff war, Zar zu werden, folgte Pfingsten seinem Vater nach Petersburg. Nach der Ermordung von Zar Peter III. im Jahr 1762 kehrten alle Deutschen zwangsweise aus Russland zurück. Pfingsten machte eine Lehre als Perückenmacher und war zunächst in diesem Beruf in Hamburg tätig. 1773 wurde er Friseur und Perückenmacher in Lübeck, wo er das Bürgerrecht erwarb, so dass er Meister werden konnte. Ende des 18. Jahrhunderts kamen Perücken jedoch aus der Mode. Der künstlerisch kreative Pfingsten hatte im Rahmen autodidaktischer Fortbildungen eine Trommel- und Signalsprache entwickelt, die zwar nicht das Interesse militärischer Auftraggeber als Nutzer fand, aber aufgeklärte Mitbürger wurden auf ihn aufmerksam. Der Arzt und Mitbegründer der Gesellschaft zur Beförderung gemeinnütziger Tätigkeit, Johann Julius Walbaum, brachte ihn mit einem 15-jährigen gehörlosen Jungen zusammen, der nach sechs Monaten Arbeit mit Pfingsten Sprechen, Lesen und Schreiben konnte. Aufgrund dieses Erfolgs begründete Pfingsten in Lübeck eine Taubstummenschule, in der er bald sieben Schülern mittels seiner Gebärdensprache zu helfen suchte. Seine wirtschaftlichen Verhältnisse besserten sich jedoch erst, als er 1791 durch die Vermittlung eines Freundes und aufgeklärten Mitstreiters Walbaums in der Gemeinnützigen, den Syndikus des Domkapitels Christian Adolph Overbeck, die Stelle des Küsters und Organisten an der zum Domkapitel gehörenden Dorfkirche Hamberge etwa 8 Kilometer südwestlich von Lübeck im Travetal erhielt. Hier unterrichtete er neben seiner Tätigkeit für die Kirchgemeinde erfolgreich weiter Gehörlose, was zu Streit mit dem örtlichen Pastor um Zuständigkeiten und Entlohnung führte. 1799 wurde er aufgrund des entsprechenden Vorschlags von Graf Friedrich Leopold zu Stolberg-Stolberg und Graf Cay Friedrich von Reventlow, dem damaligen Präsident der Deutschen Kanzlei, durch König Christian VII. von Dänemark zum Leiter des neuen  Königlichen Taubstummeninstituts in Kiel berufen. 1809 hatte diese Schule bereits 35 Schüler, die in mehreren Klassen unterrichtet wurden. 1810 zog das Taubstummeninstitut nach Schleswig um, da die räumlichen Verhältnisse in Kiel zu beengt geworden waren. Als Pfingsten 1825 in den Ruhestand ging, war sein Taubstummeninstitut nicht nur in den Herzogtümern fest eingeführt, sondern auch durch Stiftungsmittel in seiner Existenz für die Zukunft abgesichert. Sein Schwiegersohn Hans Hensen setzte die erfolgreiche Arbeit Pfingstens fort. Das heute bestehende schleswig-holsteinische Landesförderzentrum Hören, ist als Georg Wilhelm Pfingsten Schule nach ihm benannt und nach wie vor in Schleswig ansässig.
Pfingsten war seit 1809 Ritter des Dannebrog-Ordens und seit 1812 Titularprofessor.

## Werke
- Vieljährige Erfahrungen über die Gehörfehler der Taubstummen als Winke beim Galvanisiren zu gebrauchen. Kiel 1802. (Digitalisat)
- Gehörmesser zur Untersuchung der Gehörfähigkeit galvanisirter Taubstummen in besonderer Rücksicht auf die Erlernung der artikulirten Tonsprache. Daf. 1804.
- Bemerkungen und Beobachtungen über Gehör, Gefühl, Taubheit, deren Abweichungen von einander und über einige Ursachen und Heilmittel der letztern. 1811.
- Ueber die Wirkungen des Galvanismus auf die Taubstummen. In: Eunomia, 3. Jahrgang, Septemberheft, S. 215.
- Ueber den Zustand der Taubstummen der alten und neuen Zeit. Schleswig 1817.
- Auswahl biblischer Erzählungen. Zunächst für die Zöglinge des Taubstummen-Instituts. Schleswig 1820–23, 2 Bände.
- Hülfsbuch für Taubstumme zum richtigen Verstehen und Unterscheiden der vieldeutigen Wörter, die aus einerlei Lauten und Buchstaben bestehen, aber sehr verschiedene Bedeutung enthalten. In alphabet. Ordnung. Schleswig 1825.